# Józef Brodowski the Younger

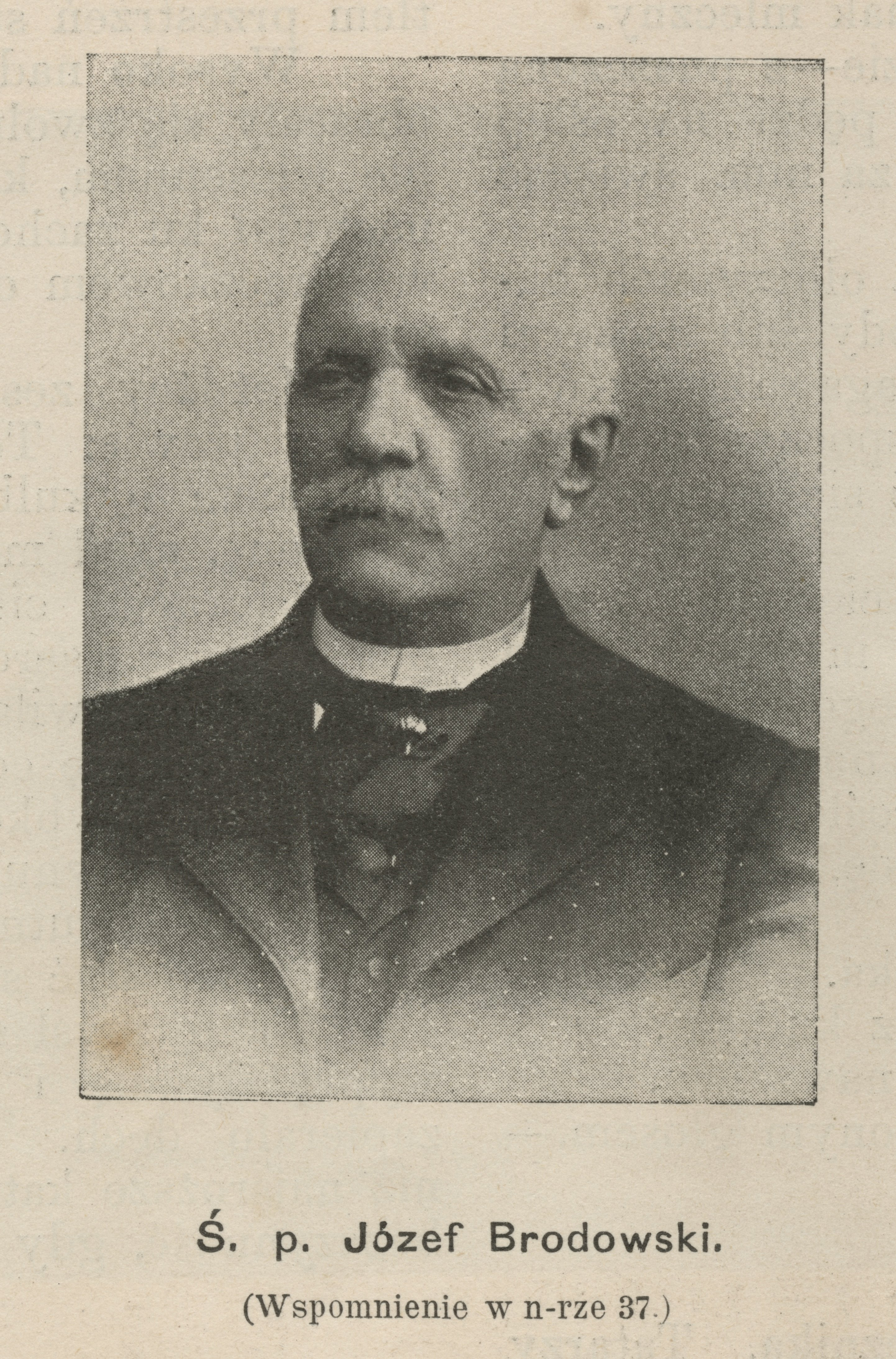
Józef Brodowski

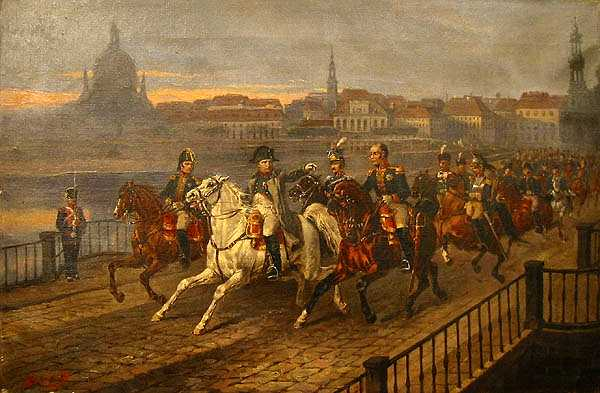
Napoleon băng qua Elbe, 1895

Józef Brodowski (17 tháng 1 năm 1828, tại Warsaw - 5 tháng 9 năm 1900, tại Warsaw) là một họa sĩ người Ba Lan. Ông được gọi là The The Younger để phân biệt với Józef Brodowski the Elder, người dường như không có quan hệ họ hàng gì với ông.

## Tiểu sử
Cha ông là họa sĩ Antoni Brodowski. Cha ông mất khi ông mới bốn tuổi. Từ năm 1844 đến năm 1851, Józef Brodowski theo học tại Trường Mỹ thuật ở Warsaw, làm học trò của Rafał Hadziewicz, một trong những học trò cũ của cha ông. Tuy nhiên, người có ảnh hưởng nhất đến ông là Jan Feliks Piwarski, một họa sĩ tranh phong cảnh và là một trong những người đầu tiên ở Ba Lan thúc đẩy khái niệm vẽ tranh ngoài trời. Ông tham gia một nhóm họa sĩ do January Suchodolski dẫn đầu, đi du ngoạn khắp cả nước để vẽ tranh.
Năm 1853, Józef Brodowski được nhận học bổng và chuyển đến Saint Petersburg để theo học tại Học viện Nghệ thuật Hoàng gia. Tại đây, ông làm học trò của họa sĩ chiến tranh Bogdan Willewalde. Józef Brodowski tốt nghiệp năm 1856 và vào năm sau đó, chuyển đến Paris để theo học tại các xưởng vẽ của Horace Vernet. Sau một năm ở đó, ông du lịch đến Ý, sau đó trở lại Warsaw và định cư ở đây đến cuối đời.
Józef Brodowski chủ yếu nổi tiếng với tranh phong cảnh và tranh chiến trường. Một trong những tác phẩm tranh đáng chú ý nhất của ông là bức vẽ ông cùng thực hiện với Juliusz Kossak, miêu tả Vua John II Casimir Vasa trong Trận Berestechko. Ngựa là một đặc điểm nổi bật trong hầu hết các tác phẩm của ông. Từ năm 1868 đến năm 1890, Józef Brodowski làm cộng tác viên thường xuyên của tạp chí Tygodnik Ilustrowany. Ông mất năm 1900 và được chôn cất tại Nghĩa trang Powązki ở Warsaw.
Anh trai của ông là họa sĩ Tadeusz Brodowski. Do mất quá sớm nên Tadeusz Brodowski không để lại một tác phẩm nào đáng chú ý.